# Trachemys adiutrix
Trachemys adiutrix är en sköldpaddsart som beskrevs av Paulo Emilio Vanzolini 1995. Trachemys adiutrix ingår i släktet Trachemys och familjen kärrsköldpaddor. IUCN kategoriserar arten globalt som starkt hotad. Inga underarter finns listade i Catalogue of Life.
Arten är endemisk för nordöstra Brasilien (delstaterna Maranhão och Piauí).